# Vonoklasy

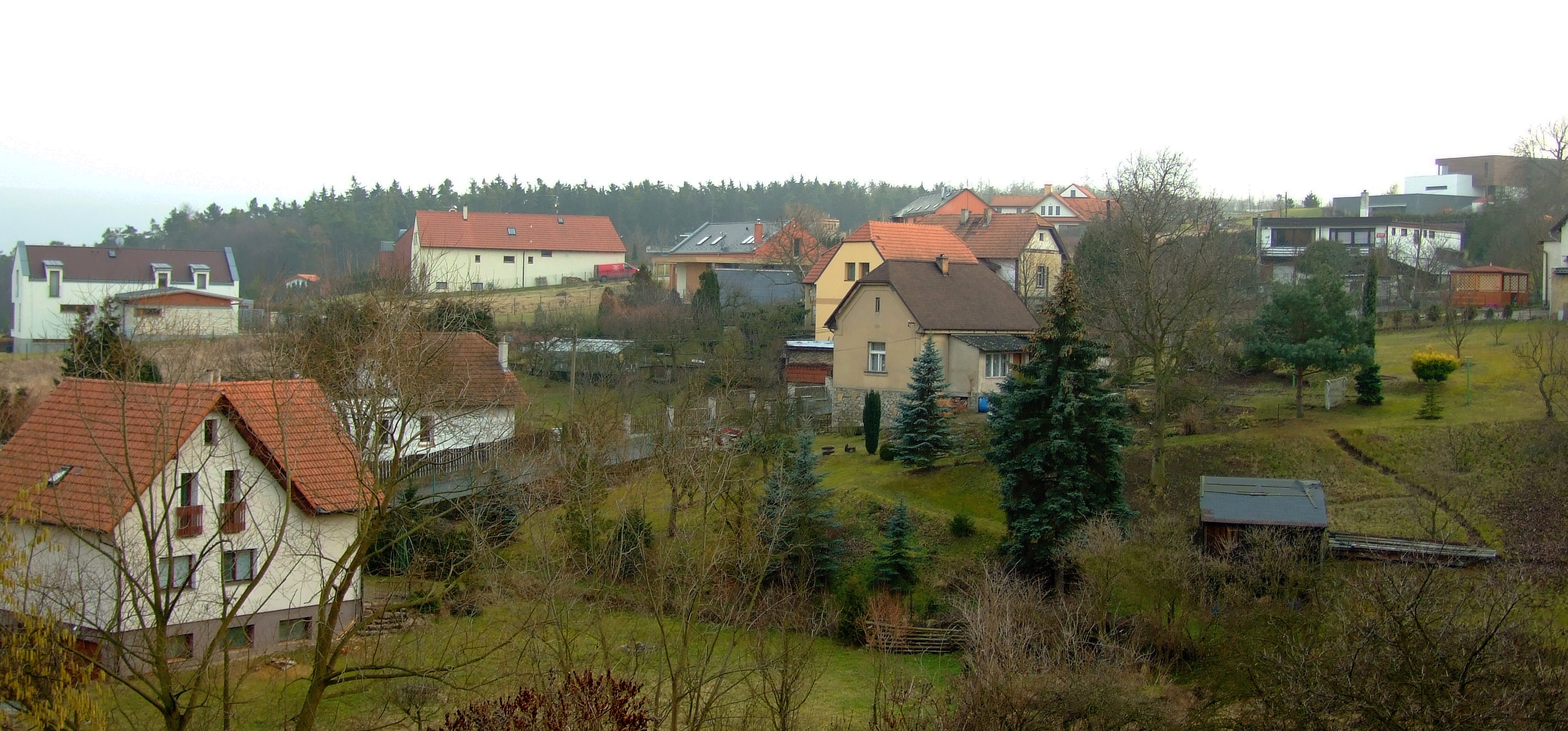
Südlicher Teil von Vonoklasy

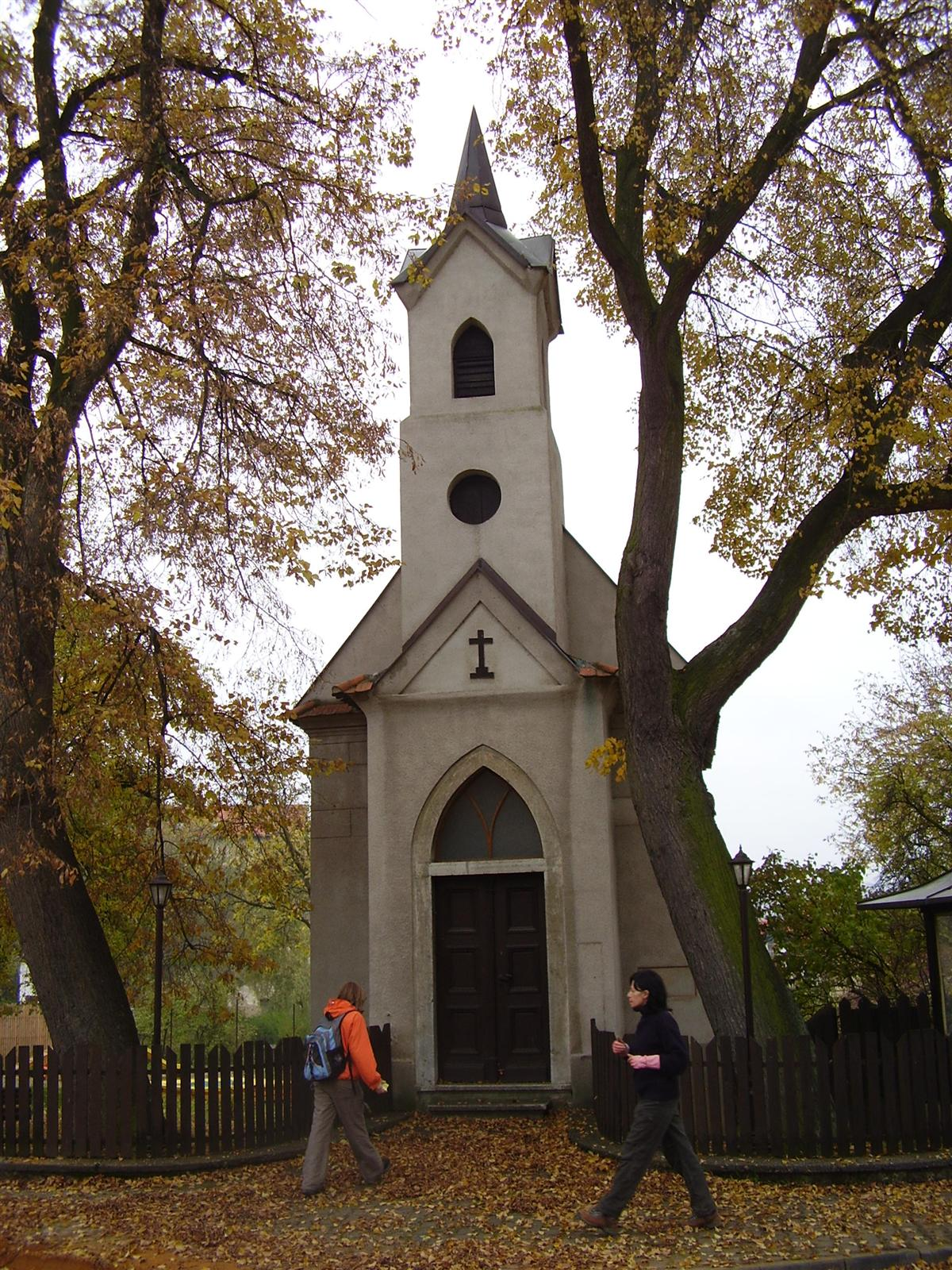
Kapelle des hl. Wenzel

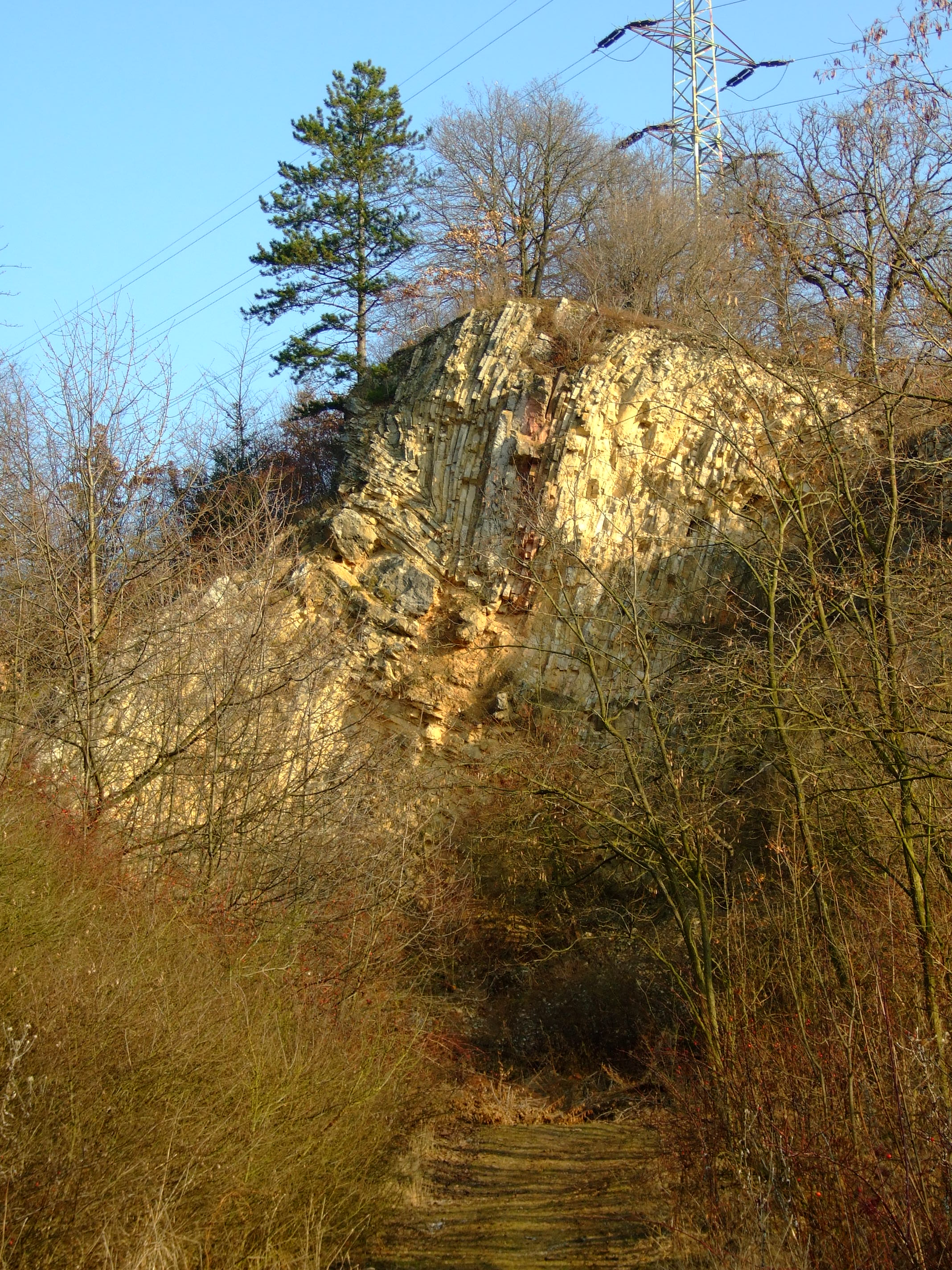
Ehemaliger Kalksteinbruch

Vonoklasy (deutsch Wonoklas) ist eine Gemeinde in Tschechien. Sie liegt 18 Kilometer südwestlich des Stadtzentrums von Prag und gehört zum Okres Praha-západ.

## Geographie
Vonoklasy befindet sich im Quellgebiet des Baches Kluček im Landschaftsschutzgebiet Český kras (Böhmischer Karst). Nördlich erhebt sich der Hradínovský kopec (402 m), im Nordosten die Babka (364 m), östlich die Vysoká (363 m), im Südwesten die Bukovka (387 m), westlich der Čabrak (406 m) sowie im Nordwesten der U Roblína (407 m). Gegen Westen erstreckt sich das Naturreservat Karlické údolí, südlich liegt das Naturdenkmal Krásná stráň.
Nachbarorte sind Tůmův Mlýn, Kuchařík, Kala, Choteč und Třebotov im Norden, Solopisky, Na Vysoké I, Na Vysoké II und Horní Černošice im Nordosten, Nová Vráž, Stará Vráž und Slunečná im Osten, Bukovka, Montana, Větrné Údolí, Horní Mokropsy und Všenory im Südosten, Dobřichovice im Süden, Karlík, Karlické Údolí und Mořinka im Südwesten, Mořina und Dolní Roblín im Westen sowie Roblín im Nordwesten.

## Geschichte
Archäologische Funde belegen eine Besiedlung des Ortes seit dem 11. Jahrhundert. Erstmals schriftlich erwähnt wurde das Dorf im Jahre 1227, als König Přemysl Ottokar I. der Kapelle des hl. Wenzel im Veitsdom den Besitz von 19 Morgen Land in Omeclas bestätigte.
Weitere Besitzbestätigungen erfolgen 1284 durch Wenzel II. und 1359 durch Karl IV.
Vonoklasy bestand ursprünglich aus zwei Lehnhöfen, die nach der Errichtung der Burg Karlstein zu den Karlsteiner Lehen gehörten, und einem freien Allodialhof. Später wurde das Dorf erweitert, die neuen Gehöfte lagen größtenteils auf Königsaaler und Dobřichowitzer Grund. Zu Beginn des 17. Jahrhunderts bestand in Vonoklasy eine Feste.
Bis 1630 gehörte zum Gut Vonoklasy auch das Dorf Solopisky, dann vom Zisterzienserkloster Königsaal aufgekauft wurde. 1638 und 1648 wurde das Dorf von schwedischen Truppen verwüstet und geplündert. Die erste Nachricht über eine Mühle stammt von 1661.
Im 18. Jahrhundert entstand als Herrensitz in Vonoklasy ein zweistöckiges Barockschloss mit einer dem hl. Wenzel geweihten Kapelle. Im Jahre 1741 plünderten französische Truppen das Dorf. Die herrschaftliche Brauerei wurde 1745 gegründet. Nach der Aufhebung des Klosters Königsaal im Zuge der Josephinischen Reformen kam Solopisky 1785 wieder zum Gut Vonoklasy. Im Jahre 1820 erwarb Christian von Wimpfen das Gut, er verkaufte es 1830 an Schiffner und Göttmann. Von diesen erwarb 1835 Franz Hanka das Gut, nach dessen Tode erbte 1843 dessen Sohn Franz Karl Hanka den Besitz.
Im Jahre 1846 umfasste das im Berauner Kreis gelegene Gut Wonoklas eine Nutzfläche von 149 Joch 1410 Quadratklafter. Auf dem Gut lebten 531 Personen, darunter 18 jüdische Familien. Die Obrigkeit bewirtschaftete einen Meierhof in Wonoklas, betrieb mehrere Kalksteinbrüche und einen Kalkofen. Haupternährungsquelle bildete die Landwirtschaft. Zum Gut gehörten die Dörfer Wonoklas und Solopisk (Solopisky). Das Dorf Wonoklas bestand aus 46 Häusern. Davon gehörten 19 Häuser mit 288 Einwohnern, darunter den 18 jüdischen Familien, zum Gut Wonoklas, 17 Häuser zur Herrschaft Königsaal und zehn Häuser zum Gut Dobřichowitz. Im Ort gab es ein obrigkeitliches Schloss mit Hauskapelle, einen obrigkeitlichen Meierhof, ein obrigkeitliches Bräuhaus mit angeschlossenem Wirtshaus sowie eine Mühle. Pfarrort war Dobřichowitz. Bis zur Mitte des 19. Jahrhunderts blieb Wonoklas zwischen dem örtlichen Gut, der Herrschaft Königsaal und dem Gut Dobřichowitz dreigeteilt.
Nach der Aufhebung der Patrimonialherrschaften bildete Vonoklasy / Wonoklas ab 1850 mit den Ortsteilen Kuchařík und Roblín eine Gemeinde im Gerichtsbezirk Zbraslav. Die Brauerei brannte 1860 ab und wurde nicht wieder aufgebaut. In der zweiten Hälfte des 19. Jahrhunderts erlosch auch das Schloss, zur Jahrhundertwende war davon nur noch ein Torso vorhanden. Ab 1868 gehörte Vonoklasy zum Bezirk Smichow. Beim Zensus von 1911 lebten in der Gemeinde knapp 700 Menschen. Kuchařík und Roblín lösten sich 1921 los und bildeten eine eigene Gemeinde. Im Jahre 1927 wurde Vonoklasy dem Okres Praha-venkov zugeordnet. 1932 lebten in Vonoklasy 390 Personen. 1942 wurde die Gemeinde Teil des Okres Praha-venkov-jih. 1949 wurde Vonoklasy dem Okres Praha-jih zugeordnet, seit 1960 gehört sie zum Okres Praha-západ. Am 1. Jänner 2011 bestand das Dorf aus 183 Einfamilienhäusern mit 502 Einwohnern sowie 93 Erholungsobjekten. Seit 2011 führt die Gemeinde ein Wappen und Banner. Vonoklasy ist heute ein Erholungsort.

## Gemeindegliederung
Für die Gemeinde Vonoklasy sind keine Ortsteile ausgewiesen. Grundsiedlungseinheiten sind U Panny Marie und Vonoklasy. Außerdem gehören zu Vonoklasy die Ansiedlungen Bukovka, Na Vysoké I und Na Vysoké II.

## Sehenswürdigkeiten
- Neogotische Kapelle des hl. Wenzel, erbaut 1897 und geweiht durch die Dobřichovicer Kreuzherren
- Hölzerne Kapelle mit Statue der Jungfrau Maria, aus dem Jahre 1893
- Wegkreuz in der Ortsmitte, gestiftet 1868 von Jan Cicvárek
- Gezimmerter Speicher am Dorfplatz, erbaut um 1800
- Reste der Wachtburg Karlík, sie entstand 1358
- Grenzeiche der Herrschaft Königsaal, ihr Alter beträgt ca. 600 Jahre
- Jan-Hus-Denkmal, errichtet 1920 zum Gedenken an die Gefallenen des Ersten Weltkrieges

## Trivia
In der 26. Folge der Fernsehserie Die Kriminalfälle des Majors Zeman wurde eine Familientragödie, die sich 1968 im Haus Nr. 96 in Vonoklasy ereignet hatte, recht originalgetreu nachgestaltet. Die Außenaufnahmen wurden in Jinočany gedreht.